# Lista odcinków serialu Lekarze
Lista odcinków serialu Lekarze, którego premiera odbyła się 3 września 2012 roku na antenie TVN.
| Sezon | Sezon | Odcinki    | Okres zdjęciowy                      | Oryginalna emisja | Oryginalna emisja | Oryginalna emisja    | Oryginalna emisja  | Oryginalna emisja   | Oryginalna emisja | Oryginalna emisja |
| Sezon | Sezon | Odcinki    | Okres zdjęciowy                      | Premiera sezonu   | Finał sezonu      | Oglądalność premiery | Oglądalność finału | Średnia oglądalność | DVD               | Soundtrack        |
| ----- | ----- | ---------- | ------------------------------------ | ----------------- | ----------------- | -------------------- | ------------------ | ------------------- | ----------------- | ----------------- |
|       | 1     | 1–13 (13)  | 21 października 2011 – kwiecień 2012 | 3 września 2012   | 26 listopada 2012 | 2 938 596            | 3 473 527          | 3 053 833           | 14 marca 2013     | 19 marca 2013     |
|       | 2     | 14–26 (13) |                                      | 25 lutego 2013    | 27 maja 2013      | 2 899 478            | 2 810 814          | 2 766 452           | 20 listopada 2013 | 6 maja 2014       |
|       | 3     | 27–39 (13) |                                      | 2 września 2013   | 25 listopada 2013 | bd.                  | bd.                | 2 721 601           | -                 | -                 |
|       | 4     | 40–52 (13) | 1 października 2013 – luty 2014      | 3 marca 2014      | 26 maja 2014      | bd.                  | bd.                | 2 340 364           | -                 | -                 |
|       | 5     | 53–65 (13) | 14 maja – wrzesień 2014              | 7 września 2014   | 30 listopada 2014 | 2 294 785            | 2 296 907          | 2 000 034           | -                 | -                 |

## Lekarze

### Sezon 1: jesień 2012
| Nr | Tytuł                                | Reżyseria    | Scenariusz        | Premiera w Polsce    | Kod  | Oglądalność |
| -- | ------------------------------------ | ------------ | ----------------- | -------------------- | ---- | ----------- |
| 1  | Na rozdrożu                          | Filip Zylber | Justyna Stefaniak | 3 września 2012      | 1x01 | 2,96        |
| 2  | Nowe rozdanie                        | Filip Zylber | Justyna Stefaniak | 10 września 2012     | 1x02 | 2,97        |
| 3  | Nic nie jest takie, jakim się wydaje | Filip Zylber | Andrzej Staszczyk | 17 września 2012     | 1x03 | 3,17        |
| 4  | Niektórzy nazywają to miłością       | Filip Zylber | Andrzej Staszczyk | 24 września 2012     | 1x04 | 2,71        |
| 5  | Jedno zdecydowane cięcie             | Filip Zylber | Andrzej Staszczyk | 1 października 2012  | 1x05 | 3,01        |
| 6  | Ziarnko prawdy                       | Filip Zylber | Andrzej Staszczyk | 8 października 2012  | 1x06 | 3,24        |
| 7  | Kłamstwo ma wiele twarzy             | Filip Zylber | Marek Kreutz      | 15 października 2012 | 1x07 | 3,19        |
| 8  | W ostatniej chwili                   | Filip Zylber | Marek Kreutz      | 22 października 2012 | 1x08 | 3,09        |
| 9  | Brak komunikacji                     | Filip Zylber | Marek Kreutz      | 29 października 2012 | 1x09 | 2,77        |
| 10 | Nie każdy ma drugą szansę            | Filip Zylber | Andrzej Staszczyk | 5 listopada 2012     | 1x10 | 3,01        |
| 11 | Trudne wybory                        | Marcin Wrona | Justyna Stefaniak | 12 listopada 2012    | 1x11 | 3,12        |
| 12 | Granice poświęcenia                  | Marcin Wrona | Justyna Stefaniak | 19 listopada 2012    | 1x12 | 3,15        |
| 13 | Zacząć na nowo                       | Marcin Wrona | Andrzej Staszczyk | 26 listopada 2012    | 1x13 | 3,47        |

### Sezon 2: wiosna 2013
| Nr | Tytuł                          | Reżyseria    | Scenariusz                       | Premiera w Polsce | Kod  | Oglądalność |
| -- | ------------------------------ | ------------ | -------------------------------- | ----------------- | ---- | ----------- |
| 14 | Gdyby można było cofnąć czas   | Marcin Wrona | Justyna Stefaniak                | 25 lutego 2013    | 2x01 | 2,90        |
| 15 | I żyli długo i szczęśliwie...? | Marcin Wrona | Andrzej Staszczyk                | 4 marca 2013      | 2x02 | 2,67        |
| 16 | Więzy krwi                     | Filip Zylber | Justyna Stefaniak                | 11 marca 2013     | 2x03 | 3,02        |
| 17 | Druga strona medalu            | Filip Zylber | Andrzej Staszczyk                | 18 marca 2013     | 2x04 | 3,16        |
| 18 | Lekarstwo na miłość            | Filip Zylber | Justyna Stefaniak                | 25 marca 2013     | 2x05 | 2,80        |
| 19 | Ostatni pierwszymi             | Filip Zylber | Andrzej Staszczyk                | 8 kwietnia 2013   | 2x06 | 2,53        |
| 20 | Błogosławieni cierpliwi        | Filip Zylber | Andrzej Staszczyk                | 15 kwietnia 2013  | 2x07 | 2,72        |
| 21 | Druga szansa                   | Filip Zylber | Andrzej Staszczyk                | 22 kwietnia 2013  | 2x08 | 2,66        |
| 22 | Mylne tropy                    | Filip Zylber | Justyna Stefaniak                | 29 kwietnia 2013  | 2x09 | 2,55        |
| 23 | Sytuacje podbramkowe           | Marcin Wrona | Marek Kreutz                     | 6 maja 2013       | 2x10 | 2,65        |
| 24 | Co z oczu to nie z serca       | Marcin Wrona | Marek Kreutz                     | 13 maja 2013      | 2x11 | 2,81        |
| 25 | Powrót                         | Marcin Wrona | Marek Kreutz & Andrzej Staszczyk | 20 maja 2013      | 2x12 | 2,78        |
| 26 | Gruba kreska                   | Marcin Wrona | Andrzej Staszczyk                | 27 maja 2013      | 2x13 | 2,81        |

### Sezon 3: jesień 2013
| Nr | Tytuł                                   | Reżyseria      | Scenariusz                            | Premiera w Polsce    | Kod  | Oglądalność |
| -- | --------------------------------------- | -------------- | ------------------------------------- | -------------------- | ---- | ----------- |
| 27 | Niewiedza jest błogosławieństwem        | Marcin Wrona   | Justyna Stefaniak                     | 2 września 2013      | 3x01 | bd.         |
| 28 | I że cię nie opuszczę aż do śmierci     | Marcin Wrona   | Justyna Stefaniak                     | 9 września 2013      | 3x02 | bd.         |
| 29 | Chcę tylko miłości...                   | Jacek Filipiak | Justyna Stefaniak & Andrzej Staszczyk | 16 września 2013     | 3x03 | 2,80        |
| 30 | Walczyć do końca                        | Jacek Filipiak | Andrzej Staszczyk                     | 23 września 2013     | 3x04 | bd.         |
| 31 | Zaplątani                               | Jacek Filipiak | Marek Kreutz                          | 30 września 2013     | 3x05 | bd.         |
| 32 | Rodzicielskie kłopoty                   | Jacek Filipiak | Marek Kreutz                          | 6 października 2013  | 3x06 | bd.         |
| 33 | Prawo przyczyny i skutku                | Jacek Filipiak | Justyna Stefaniak                     | 14 października 2013 | 3x07 | bd.         |
| 34 | Bez powrotu                             | Jacek Filipiak | Justyna Stefaniak                     | 21 października 2013 | 3x08 | bd.         |
| 35 | Każdy ma swoją tajemnicę                | Jacek Filipiak | Marek Kreutz                          | 28 października 2013 | 3x09 | bd.         |
| 36 | Pod twoją ochroną                       | Jacek Filipiak | Justyna Stefaniak                     | 4 listopada 2013     | 3x10 | bd.         |
| 37 | Przychodzimy, odchodzimy, cichuteńko... | Jacek Filipiak | Andrzej Staszczyk                     | 11 listopada 2013    | 3x11 | bd.         |
| 38 | To prostsze niż myślisz                 | Filip Zylber   | Justyna Stefaniak                     | 18 listopada 2013    | 3x12 | bd.         |
| 39 | O mały włos                             | Filip Zylber   | Andrzej Staszczyk                     | 25 listopada 2013    | 3x13 | bd.         |

### Sezon 4: wiosna 2014
| Nr | Tytuł                            | Reżyseria    | Scenariusz                       | Premiera w Polsce | Kod  | Oglądalność |
| -- | -------------------------------- | ------------ | -------------------------------- | ----------------- | ---- | ----------- |
| 40 | Powrót                           | Marcin Wrona | Justyna Stefaniak                | 2 marca 2014      | 4x01 | bd.         |
| 41 | Domino                           | Marcin Wrona | Justyna Stefaniak                | 9 marca 2014      | 4x02 | bd.         |
| 42 | Egzamin                          | Marcin Wrona | Justyna Stefaniak                | 16 marca 2014     | 4x03 | bd.         |
| 43 | Zawsze przy Tobie                | Marcin Wrona | Justyna Stefaniak                | 23 marca 2014     | 4x04 | bd.         |
| 44 | Punkt dla Ciebie, punkt dla mnie | Marcin Wrona | Andrzej Staszczyk                | 30 marca 2014     | 4x05 | 2.32        |
| 45 | Inna strona                      | Marcin Wrona | Justyna Stefaniak                | 6 kwietnia 2014   | 4x06 | bd.         |
| 46 | Daję Ci to co najlepsze          | Marcin Wrona | Radosław Figura                  | 13 kwietnia 2014  | 4x07 | 2.47        |
| 47 | Ukryte motywy                    | Marcin Wrona | Radosław Figura                  | 20 kwietnia 2014  | 4x08 | bd.         |
| 48 | Za wszelką cenę                  | Filip Zylber | Justyna Stefaniak                | 27 kwietnia 2014  | 4x09 | 2.32        |
| 49 | Poza kontrolą                    | Filip Zylber | Justyna Stefaniak                | 4 maja 2014       | 4x10 | 2.62        |
| 50 | Matki, córki i kochanki          | Filip Zylber | Ewelina Chyrzyńska               | 11 maja 2014      | 4x11 | bd.         |
| 51 | W zgodzie ze sobą                | Filip Zylber | Ewelina Chyrzyńska, Marek Kreutz | 18 maja 2014      | 4x12 | 2.18        |
| 52 | Czas na rewolucję                | Filip Zylber | Radosław Figura                  | 25 maja 2014      | 4x13 |             |

## Odcinki specjalne
| Nr | Tytuł                  | Premiera w Polsce | Kod  |
| -- | ---------------------- | ----------------- | ---- |
| 1  | Lekarze – ostre cięcie | 2 września 2012   | 1x00 |

## Lekarze po godzinach
| Nr | Tytuł      | Reżyseria       | Scenariusz                        | Premiera w Polsce    | Kod  |
| -- | ---------- | --------------- | --------------------------------- | -------------------- | ---- |
| 1  | Odcinek 1  | Julia Kolberger | Doman Nowakowski, Anna Wiśniewska | 2 września 2013      | 1x01 |
| 2  | Odcinek 2  | Julia Kolberger | Doman Nowakowski, Anna Wiśniewska | 9 września 2013      | 1x02 |
| 3  | Odcinek 3  | Julia Kolberger | Doman Nowakowski, Anna Wiśniewska | 16 września 2013     | 1x03 |
| 4  | Odcinek 4  | Julia Kolberger | Doman Nowakowski, Anna Wiśniewska | 23 września 2013     | 1x04 |
| 5  | Odcinek 5  | Julia Kolberger | Doman Nowakowski, Anna Wiśniewska | 30 września 2013     | 1x05 |
| 6  | Odcinek 6  | Julia Kolberger | Doman Nowakowski, Anna Wiśniewska | 6 października 2013  | 1x06 |
| 7  | Odcinek 7  | Julia Kolberger | Doman Nowakowski, Anna Wiśniewska | 14 października 2013 | 1x07 |
| 8  | Odcinek 8  | Julia Kolberger | Doman Nowakowski, Anna Wiśniewska | 21 października 2013 | 1x08 |
| 9  | Odcinek 9  | Julia Kolberger | Doman Nowakowski, Anna Wiśniewska | 28 października 2013 | 1x09 |
| 10 | Odcinek 10 | Julia Kolberger | Doman Nowakowski, Anna Wiśniewska | 4 listopada 2013     | 1x10 |
| 11 | Odcinek 11 | Julia Kolberger | Doman Nowakowski, Anna Wiśniewska | 11 listopada 2013    | 1x11 |
| 12 | Odcinek 12 | Julia Kolberger | Doman Nowakowski, Anna Wiśniewska | 18 listopada 2013    | 1x12 |
| 13 | Odcinek 13 | Julia Kolberger | Doman Nowakowski, Anna Wiśniewska | 25 listopada 2013    | 1x13 |

## Lekarze nocą
| Nr | Tytuł      | Reżyseria       | Scenariusz     | Premiera w Polsce | Kod  |
| -- | ---------- | --------------- | -------------- | ----------------- | ---- |
| 1  | Odcinek 1  | Julia Kolberger | Krzysztof Szot | 2 marca 2014      | 1x01 |
| 2  | Odcinek 2  | Julia Kolberger | Krzysztof Szot | 9 marca 2014      | 1x02 |
| 3  | Odcinek 3  | Julia Kolberger | Krzysztof Szot | 16 marca 2014     | 1x03 |
| 4  | Odcinek 4  | Julia Kolberger | Krzysztof Szot | 23 marca 2014     | 1x04 |
| 5  | Odcinek 5  | Julia Kolberger | Krzysztof Szot | 30 marca 2014     | 1x05 |
| 6  | Odcinek 6  | Julia Kolberger | Krzysztof Szot | 6 kwietnia 2014   | 1x06 |
| 7  | Odcinek 7  | Julia Kolberger | Krzysztof Szot | 13 kwietnia 2014  | 1x07 |
| 8  | Odcinek 8  | Krzysztof Szot  | Krzysztof Szot | 20 kwietnia 2014  | 1x08 |
| 9  | Odcinek 9  | Krzysztof Szot  | Krzysztof Szot | 27 kwietnia 2014  | 1x09 |
| 10 | Odcinek 10 | Krzysztof Szot  | Krzysztof Szot | 4 maja 2014       | 1x10 |
| 11 | Odcinek 11 | Krzysztof Szot  | Krzysztof Szot | 11 maja 2014      | 1x11 |
| 12 | Odcinek 12 | Krzysztof Szot  | Krzysztof Szot | 18 maja 2014      | 1x12 |
| 13 | Odcinek 13 | Krzysztof Szot  | Krzysztof Szot | 25 maja 2014      | 1x13 |